# 混音

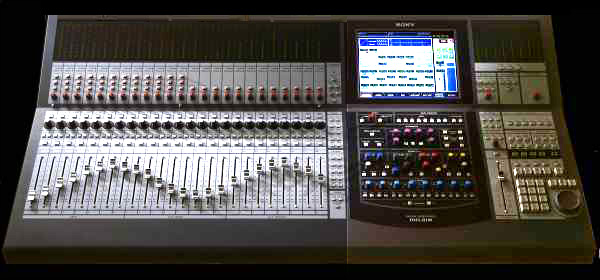
用于音樂工作室中的Sony DMX R-100數位調音臺

混音（英語：Audio Mixing）是音樂製作中的一个步骤，是把多種來源的聲音，整合至一個立體音軌（Stereo）或單音音軌（Mono）中。這些原始聲音信號，來源可能分別來自不同的樂器、人聲、通風聲或管絃樂，收錄自現場演奏（Live）或錄音室內。在混音的過程中，混音師會將每一個別原始信號的頻率、動態、音質、定位、殘響和聲場單獨進行調整，讓各音軌最佳化，之後再疊加於最終成品上。這種處理方式，能製作出一般聽眾在現場錄音時不能聽到之層次分明的完美效果。
過去用來混音的常見設備，主要是合成器（Synthesizer）、音效處理器（Signal Processor）與混音座（Mixing Console）；近年來隨著電腦科技進步，也開始流行以音樂製作軟體混音，僅需使用一台電腦及混音軟體，便可完成複雜的混音作業。

## 混音五大要素
- 平衡（Balance）

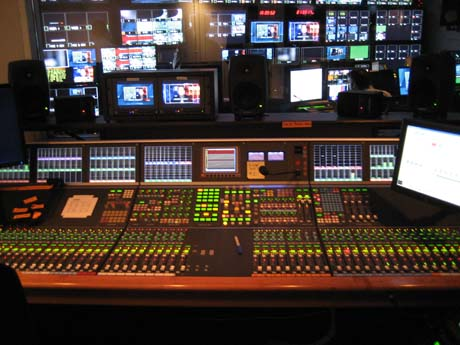
音訊控制台

一首音樂曲子要讓聽眾覺得好聽，必須要讓各個音源互相混合之後，每個頻帶的頻率表現達到平衡。若高頻成分過多會使聽眾覺得刺耳；若低頻成分過多則會使聽眾覺得聲音太悶，因此讓每個音源達到平衡是相當重要的。
- 動態（Dynamic）

若樂曲是由虛擬樂器所製作而成的話，與由真實樂器編制而成的樂曲相比，容易缺乏變化，而顯得較為單調死板，因此需要透過動態變化將一段以虛擬樂句編製而成的樂句變得更為流暢。而多個音源之間的動態變化也需互相調和，避免聽眾聆聽起來不和諧。
- 辨識度（Separation）

由於每個音源都是各自不同的樂器所編制而成的，因此可以讓每個樂器的聲音辨識度提高是相當重要的，應避免將每種樂器的聲音都混在一起而不易辨識。
- 全景（Panorama）

每一個音源都會被配置在一個位置，一個好的音場設計可以使每個樂器發出的聲音在整體空間上各自平衡，製造的空間感聽起來會是和諧的，而音場的表現取決於各種音樂曲風的不同與音樂製作者想表現出來的空間環境不一樣而下去做各種的變化。將這首歌曲想詮釋的空間感表現出來，就是一個好的音場呈現。
Panorama通常縮寫為Pan，在Stereo的狀態下，讓聲音在左、右聲道中調整位置，以達到把音軌錯開、增加清晰度、避免樂器互相干擾等目的。正確使用Pan的功能，可以讓聲音更寬大、音場更深；當然，就像混音中其他元素一樣，Pan的調整方式並沒有絕對的對錯，要視實際情況來判斷。
- 創意度(Creation)

除了樂曲本身的節奏與旋律會影響到整首歌的創意度外，在混音時也須盡量增加樂曲的豐富性，並思考要詮釋什麼樣的曲風給聽眾。

## 混音工具
- 均衡器（Equaliser，EQ）

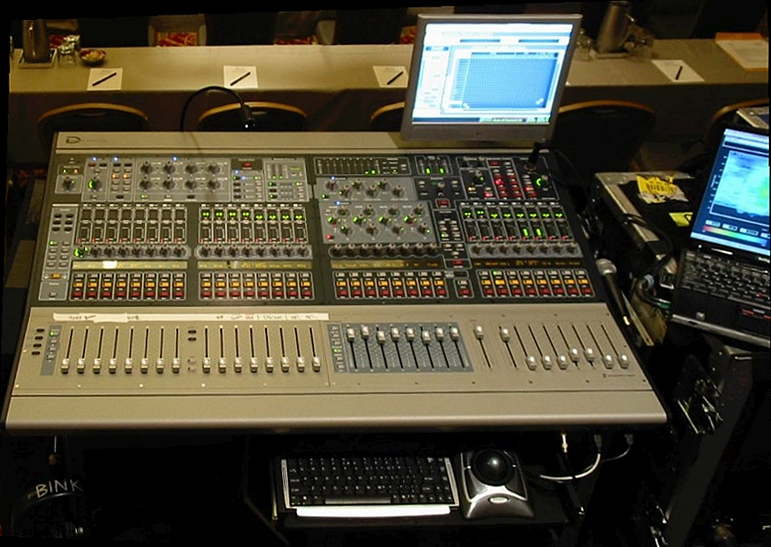
數位音頻等化器

透過選擇不同頻率的頻段，來調整或控制該頻段的量值。由於每個樂器皆有各自頻段的表現，如bass主要表現在低音頻段，因此需要使用濾波器(filter)來對每個音源作濾波處理，比如使用low-pass filter來濾除掉高頻部分多餘的bass聲音。其餘常見的濾波器類型還有high-pass filter、band-pass filter、band-stop filter、notch filter等。
如果所有樂器都有自己所擁有的頻率範圍，它們將會混合的更好。例如當鋼琴跟吉他同時在同個八度演奏一樣的東西時，通常頻率會互相干擾，聽起來相當吵雜。解決的方法包括改變其中一個樂器的頻率，當然也可以改變把位，或者在不同的時間演奏。如果編曲無法修改，也可透過EQ或其他後製的方式，盡量把衝突的頻率錯開。
- 压缩器（Compressor）

- 混响（Reverb）

- 限制器（Limiter）